# Hanelle Culpepper
Hanelle M. Culpepper es una cineasta estadounidense, conocida por su trabajo en la televisión donde ha dirigido episodios de 90210, Parenthood, Criminal Minds, Revenge y Grimm junto con otras series. También dirigió los largometrajes Within (2009), Deadly Sibling Rivalry (2011), Murder on the 13th Floor (2012) y Hunt for the Labyrinth Killer (2013). También es la primera mujer directora en lanzar una nueva serie de Star Trek en la historia de la franquicia, dirigiendo los tres primeros episodios de Star Trek: Picard. Antes de trabajar en televisión, trabajó como asistente de producción y dirigió y produjo cortometrajes.
Originaria de Alabama, fue alumna de Indian Springs School. Asistió a Lake Forest College, donde se especializó en economía y francés y se graduó summa cum laude y Phi Beta Kappa. Obtuvo su maestría de la USC Annenberg School for Communication.

## Premios
Fue nominada para un Premio de Imagen NAACP por la Dirección Excepcional en una Serie de Drama por su episodio de Criminal Minds, "The Edge of Winter". Shemar Moore ganó el Premio de la Imagen al Mejor Actor por el episodio.

## Créditos de dirección de televisión
- 90210
- Parenthood
- Criminal Minds
- Revenge
- American Crime
- The Flash
- Hawaii Five-0
- Grimm
- Castle
- Stalker
- The Originals
- Sleepy Hollow
- Gotham
- Empire
- Mistresses
- American Gothic
- Quantico
- Rosewood
- Ten Days in the Valley
- How to Get Away with Murder
- Star Trek: Discovery
- Lucifer
- UnREAL
- Supergirl
- S.W.A.T.
- The Crossing
- Sorry for Your Loss
- Mayans M.C.
- Counterpart
- NOS4A2
- Star Trek: Picard (serie premiere)[1]